# Tužaljke (knjiga)
Tužaljke ili Lamentacije su jedna od knjiga Biblije, dio Staroga zavjeta. Prema tradiciji autorstvo se pripisuje proroku Jeremiji. Biblijska kratica knjige je Tuž.
Prema židovskoj, kršćanskoj i muslimanskoj tradiciji, pisac Tužaljki je prorok Jeremija, premda se u knjizi ne spominje njegovo ime ni ime nekog drugoga autora. Postoje stilske sličnosti s proročkom Jeremijinom knjigom. Tužaljke su nastale nakon razorenja Jeruzalema od strane Babilonaca 586. g. pr. Kr. Jeremija je svjedočio tome.
Sastoje se od pet poglavlja, svaki je jedna poema, pisane su pjesnički. Prva četiri poglavlja pisana su u akrostihu. U originalu na hebrejskom jeziku, početna slova stihova odgovaraju redoslijedu hebrejske abecede. Prva poema je tužaljka zbog razorenja Jeruzalema: "Kako osamljena sjedi prijestolnica, nekoć naroda puna; postade kao udovica, nekoć velika među narodima (Tuž 1,1)." Stanovnici su u izgnanstvu i gladni, neprijatelji likuju. Sljedeća poema je o Božjem gnjevu nad Jeruzalemom. Bog je upozoravao narod preko proroka i poticao ih na pokoru i obraćenje, jer nisu poslušali, neprijatelji su ih napali, razorili gradove i odveli ih u zatočeništvo: "U uličnoj prašini leže djeca i starci; moje djevice i moji mladići od mača padoše (Tuž 2,21)." U trećoj poemi, prorok piše o svojoj bijedi i patnjama te otvara prostor nadi i boljim danima: "Jer Gospod ne odbacuje nikoga zauvijek: jer ako i rastuži, on se smiluje po svojoj velikoj ljubavi (Tuž 3,31-32)." U sljedećoj poemi, prorok tuguje nad gladi i lošim prilikama u gradu i vjeruje da je grijeh iskupljen pa neće biti novih progona. U posljednjoj poemi, nabrajaju se zli događaji koji su se dogodili i moli se Boga za milosrđe: "Vrati nas k sebi, Jahve, obratit ćemo se, obnovi dane naše kao što nekoć bijahu (Tuž 5,21)." 
Židovi čitaju Tužaljke na Tisha B'Av - dan sjećanja na razorenje jeruzalemskog hrama, koji je pomični blagdan u srpnju ili kolovozu. Također petkom popodne dolaze do ostataka jeruzalemskog hrama, oplakuju ga, ljube kamen i čitaju Tužaljke i prikladne Psalme.